# Will Gregorak
Will Gregorak (* 30. September 1990 in Spokane, Washington) ist ein US-amerikanischer Skirennläufer. Er wohnt in Longmont im US-Bundesstaat Colorado und startet in allen Disziplinen.

## Biografie
Gregorak fuhr seine ersten FIS-Rennen im Dezember 2005 und kam ab Februar 2006 zu ersten Starts im Nor-Am Cup. Nach seinen ersten Siegen bei FIS-Rennen startet er seit der Saison 2007/08 regelmäßig im Nor-Am Cup. Im Jahr 2008 wurde er in den Nachwuchskader des US-amerikanischen Skiverbandes aufgenommen. In den nächsten zwei Jahren war er Teil des US-Teams bei den Juniorenweltmeisterschaften. Dort musste er zwar einige Ausfälle hinnehmen, erreichte aber 2009 den vierten Platz im Super-G und 2010 Platz sechs im Riesenslalom sowie Rang 13 in der Abfahrt. In der Saison 2008/09 erzielte Gregorak seine ersten Podestplätze im Nor-Am Cup und den neunten Platz in der Gesamtwertung. Im Winter 2009/10 erreichte er mit seinem ersten Sieg im Riesenslalom von Panorama, weiteren zwei Podestplätzen und insgesamt neun Top-10-Platzierungen jeweils den fünften Rang in der Gesamt-, Abfahrts- und Super-G-Wertung sowie Platz vier im Riesenslalomklassement. Im Jahr 2010 stieg er vom Nachwuchs- in den C-Kader auf.
Am 24. Oktober 2010 gab Gregorak im Riesenslalom von Sölden sein Weltcupdebüt. Dieses Rennen wird aber vom Internationalen Skiverband FIS offiziell nicht gezählt, da es aufgrund schlechter Sicht vor dem zweiten Durchgang – für den sich Gregorak nicht qualifizieren konnte – abgebrochen wurde. So kam er am 5. Dezember im Riesenslalom von Beaver Creek zu seinem zweiten Weltcupdebüt, schaffte es aber – wie auch in seinen weiteren Weltcuprennen des Winters – nicht in den Finaldurchgang der besten 30. Im Nor-Am Cup gewann er in der Saison 2010/11 mit drei Rennsiegen die Riesenslalomwertung; zudem erreichte er den vierten Platz in der Gesamtwertung. Neben den Nor-Am-Rennen ist Gregorak vereinzelt auch im Europacup am Start. In dieser Rennserie erreichte er bisher zwei Podestplätze.
In der Saison 2011/12 nahm Gregorak an zehn Weltcuprennen teil, doch in allen Slaloms und Riesenslaloms kam er wie im Vorjahr nicht bis in den zweiten Durchgang. Lediglich in seinem ersten Weltcup-Super-G am 3. Dezember 2011 in Beaver Creek erzielte er als 36. ein zählbares Ergebnis. Im Nor-Am Cup feierte er im Winter 2011/12 einen Sieg im Riesenslalom von Vail.

## Erfolge

### Juniorenweltmeisterschaften
- Garmisch-Partenkirchen 2009: 4. Super-G
- Mont Blanc 2010: 6. Riesenslalom, 13. Abfahrt

### Nor-Am Cup
- Saison 2008/09: 9. Gesamtwertung, 6. Super-Kombinations-Wertung, 7. Riesenslalomwertung
- Saison 2009/10: 5. Gesamtwertung, 4. Riesenslalomwertung, 5. Abfahrtswertung, 5. Super-G-Wertung
- Saison 2010/11: 4. Gesamtwertung, 1. Riesenslalomwertung
- Saison 2011/12: 9. Riesenslalomwertung
- 11 Podestplätze, davon 5 Siege:

| Datum             | Ort          | Land   | Disziplin    |
| ----------------- | ------------ | ------ | ------------ |
| 13. Dezember 2009 | Panorama     | Kanada | Riesenslalom |
| 5. Januar 2011    | Mont Garceau | Kanada | Riesenslalom |
| 6. Januar 2011    | Mont Garceau | Kanada | Riesenslalom |
| 16. März 2011     | Whistler     | Kanada | Riesenslalom |
| 6. Februar 2012   | Vail         | USA    | Riesenslalom |

### Weitere Erfolge
- 2 Podestplätze im Europacup
- 17 Siege in FIS-Rennen